# Соболиный (вулкан)
Вулкан Соболиный (сопка Берёзовая) — стратовулкан на Камчатке. Находится на юго-восточном склоне вулкана Малый Семячик. Вулкан образовался в результате извержения вулкана Малый Семячик около 20 000 лет назад. Последнее извержение произошло в позднем Голоцене, когда образовались большие лавовые потоки и несколько лавовых конусов.